# Ctenus ramosi
Ctenus ramosi là một loài nhện trong họ Ctenidae.
Loài này thuộc chi Ctenus. Ctenus ramosi được miêu tả năm 2002 bởi Alayón.